# Nomenclatura de cometas

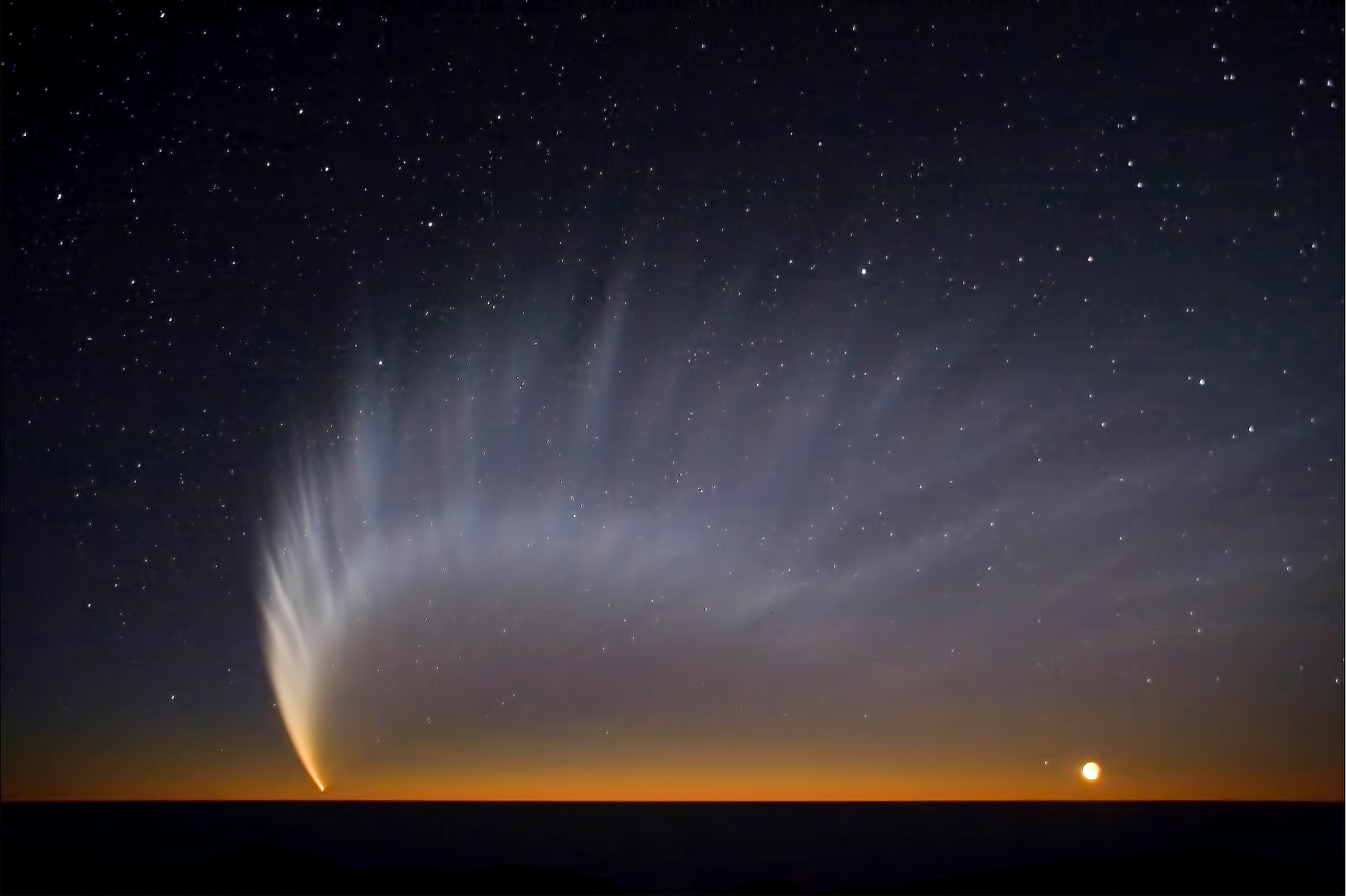
O Cometa McNaught, foi nomeado após seu descobridor Robert H. McNaught. Além de também ser conhecido como o Grande Cometa de 2007, tem a designação numérica C/2006 P1.

Os cometas já foram observados por mais de 2.000 anos. Durante esse tempo, vários sistemas diferentes foram usados para atribuir nomes a cada cometa e, como resultado, muitos cometas têm mais de um nome.
O sistema mais simples, nomeia os cometas após o ano em que foram observados (por exemplo, o Grande Cometa de 1680). Mais tarde surgiu uma convenção de usar os nomes de pessoas associadas com a descoberta (por exemplo, o cometa Hale-Bopp) ou o primeiro estudo detalhado (por exemplo, o cometa Halley) de cada cometa. Durante o século XX, melhorias na tecnologia e pesquisas dedicadas levaram a um aumento maciço no número de descobertas de cometas, o que levou à criação de um esquema de designação numérica. O esquema original atribuía códigos na ordem em que os cometas passavam pelo periélio (por exemplo, Cometa 1970 II). Este esquema funcionou até 1994, quando o aumento contínuo no número de cometas encontrados a cada ano resultou na criação de um novo esquema. Este sistema, ainda em operação, atribui um código com base no tipo de órbita e na data de descoberta (por exemplo, C/2012 S1).

## Nomeado por ano

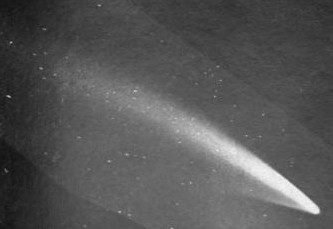
O Grande Cometa de Janeiro de 1910, nomeado após a data em que apareceu

Antes de qualquer convenção de nomenclatura sistemática ser adotada, os cometas eram nomeados de várias formas. Antes do início do século 20, a maioria dos cometas eram simplesmente referidos pelo ano em que apareceram, por exemplo. o "Cometa de 1702".
Cometas particularmente brilhantes que chamaram a atenção do público (ou seja, além da comunidade astronômica) seriam descritos como o grande cometa daquele ano, como o "Grande Cometa de 1680" e o "Grande Cometa de 1882". Se mais de um grande cometa aparecesse em um único ano, o mês seria usado para desambiguação, por exemplo. o "Grande cometa de Janeiro de 1910". Ocasionalmente, outros adjetivos adicionais podem ser usados.

## Nomeado após pessoas
Possivelmente, o primeiro cometa a receber o nome de uma pessoa foi o Cometa de César em 44 aC, que recebeu esse nome porque foi observado logo após o assassinato de Júlio César e foi interpretado como um sinal de sua deificação. Cometas epônimos posteriores receberam o nome do(s) astrônomo(s) que conduziram investigações detalhadas sobre eles, ou mais tarde daqueles que descobriram o cometa.

### Investigadores

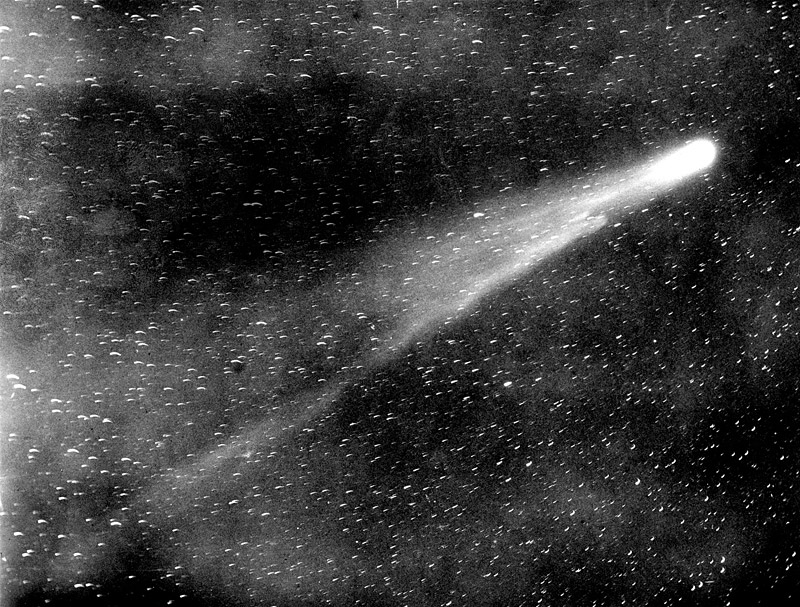
O Cometa Halley, uma homenagem a Edmond Halley que primeiro calculou sua órbita. Agora tem as designações numéricas 1P/Halley e 1P/1682 Q1.

Depois que Edmond Halley demonstrou que os cometas de 1531, 1607 e 1682 eram o mesmo corpo e previu com sucesso seu retorno em 1759, esse cometa ficou conhecido como Cometa Halley. Da mesma forma, o segundo e o terceiro cometas periódicos conhecidos, o cometa Encke e o cometa de Biela, foram nomeados em homenagem aos astrônomos que calcularam suas órbitas em vez de seus descobridores originais. Mais tarde, os cometas periódicos geralmente receberam o nome de seus descobridores, mas os cometas que apareceram apenas uma vez continuaram a ser referidos pelo ano de sua aparição.

### Descobridores

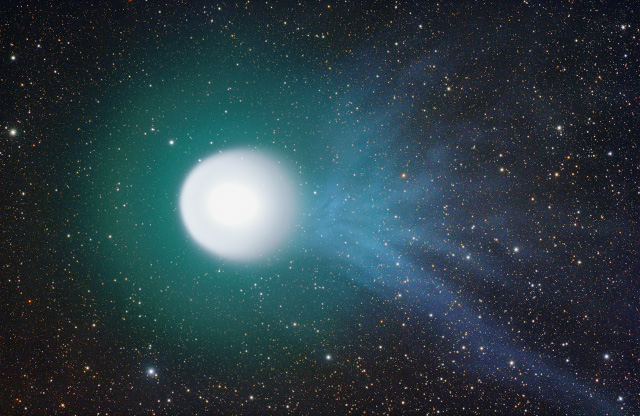
Cometa Holmes, em homenagem a seu descobridor Edwin Holmes. Tem também a designação numérica 17P/Holmes.

O primeiro cometa a receber o nome da pessoa que o descobriu, e não de quem calculou sua órbita, foi o Cometa Faye – descoberto por Hervé Faye em 1843. No entanto, essa convenção não se espalhou até o início do século XX. Continua sendo comum hoje.
Um cometa pode receber o nome de até três descobridores, trabalhando juntos como uma equipe ou fazendo descobertas independentes (sem conhecimento do trabalho do outro investigador). Os nomes são hifenizados juntos, usando travessões sempre que possível. Por exemplo, o cometa Swift–Tuttle foi encontrado primeiro por Lewis Swift e depois por Horace Parnell Tuttle alguns dias depois; as descobertas foram feitas de forma independente e por isso ambas são homenageadas no nome. Quando o descobridor tem um sobrenome hifenizado (por exemplo, Stephen Singer-Brewster), o hífen é substituído por um espaço (105P/Singer Brewster) para evitar confusão.
A partir do final do século 20, muitos cometas foram descobertos por grandes equipes de astrônomos, portanto, podem ser nomeados pela colaboração ou instrumento que usaram. Por exemplo, 160P/LINEAR foi descoberto pela equipe Lincoln Near-Earth Asteroid Research (LINEAR). O cometa IRAS–Araki–Alcock foi descoberto independentemente por uma equipe usando o Infrared Astronomy Satellite (IRAS) e os astrônomos amadores Genichi Araki e George Alcock.
No passado, quando vários cometas eram descobertos pelo mesmo indivíduo, grupo de indivíduos ou equipe, os nomes dos cometas eram distinguidos pela adição de um número aos nomes dos descobridores (mas apenas para cometas periódicos); assim cometas Shoemaker–Levy 1 a 9 (descoberto por Carolyn Shoemaker, Eugene Shoemaker e David Levy). Hoje, o grande número de cometas descobertos por alguns instrumentos torna este sistema impraticável, e nenhuma tentativa é feita para garantir que cada cometa receba um nome único. Em vez disso, as designações sistemáticas dos cometas são usadas para evitar confusão.

## Designações sistemáticas

### Sistema original
Até 1994, os cometas receberam pela primeira vez uma designação provisória que consistia no ano de sua descoberta, seguido por uma letra minúscula indicando sua ordem de descoberta naquele ano (por exemplo, o cometa 1969i (Bennett) foi o nono cometa descoberto em 1969). Uma vez que o cometa foi observado através do periélio e sua órbita foi estabelecida, o cometa recebeu uma designação permanente do ano de seu periélio, seguido de um numeral romano indicando sua ordem de passagem do periélio naquele ano, de modo que o Cometa 1969i se tornou o Cometa 1970 II (foi o segundo cometa a passar pelo periélio em 1970)

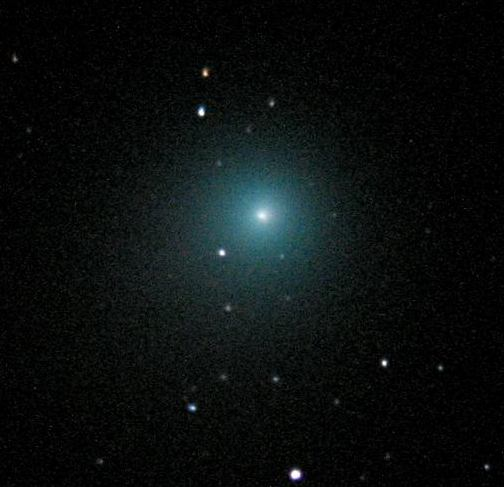
C/2004 Q2, o segundo cometa descoberto na segunda quinzena de agosto de 2004. Também é conhecido como Cometa Machholz em homenagem ao seu descobridor Donald Machholz.

### Sistema atual
O número crescente de descobertas de cometas tornou esse procedimento complicado, assim como o atraso entre a descoberta e a passagem do periélio antes que o nome permanente pudesse ser atribuído. Como resultado, em 1994, a União Astronômica Internacional aprovou um novo sistema de nomenclatura. Os cometas são agora provisoriamente designados pelo ano da sua descoberta, seguido de uma letra que indica o meio mês da descoberta e um número que indica a ordem da descoberta (um sistema semelhante ao já utilizado para os asteroides). O padrão é o seguinte:

#### 1) Prefixo
A primeira parte do nome consiste de um prefixo que indica a natureza do cometa. Eles são:
- P/ indica um cometa periódico, definido para esses propósitos como qualquer cometa com um período orbital inferior a 200 anos ou observações confirmadas em mais de uma passagem no periélio.[6]
- C/ indica um cometa não periódico, ou seja, qualquer cometa que não seja periódico de acordo com a definição anterior.
- X/ indica um cometa para o qual nenhuma órbita confiável pode ser calculada (geralmente, cometas históricos).
- D/ indica um cometa periódico que desapareceu, partiu-se ou foi perdido.[6] Exemplos incluem o Cometa Lexell (D/1770 L1) e o Cometa Shoemaker–Levy 9 (D/1993 F2)
- A/ indica um objeto que foi erroneamente identificado como um cometa, mas na verdade é um planeta menor. Uma opção não utilizada por muitos anos, esta classificação foi aplicada pela primeira vez em 2017 para 'Oumuamua (A/2017 U1) e posteriormente para todos os asteróides em órbitas semelhantes a cometas.
- I/ indica um objeto interestelar,[7] adicionado ao sistema 2017 para permitir a reclassificação de 'Oumuamua (1I/2017 U1). A partir de 2019, o único outro objeto com esta classificação é o Cometa Borisov (2I/2019 Q4).

#### 2) Ordem de descoberta
Por exemplo, a designação do cometa Hale–Bopp é C/1995 O1. Após sua segunda passagem observada no periélio, as designações de cometas periódicos recebem um número de prefixo adicional, indicando a ordem de sua descoberta. O Cometa Halley, o primeiro cometa identificado como periódico, tem a designação sistemática 1P/1682 Q1, onde o 1P significa que o cometa foi o primeiro de seu tipo a ser descoberto.

#### 3) Ano de descoberta
Os quatro números seguintes representam o ano de descoberta do cometa. Por exemplo, o cometa Hale–Bopp, ou C/1995 O1, foi descoberto em 1995.

#### 4) Dois caracteres
O último componente do nome é formado de uma letra maiúscula seguida de um número, representando a quinzena de observação e a ordem de descoberta na quinzena, respectivamente. A tabela a seguir mostra as equivalências entre as letras utilizadas para representar cada quinzena do ano:
| Letra* | Período          | Letra | Período         |
| ------ | ---------------- | ----- | --------------- |
| A      | 1ª quinzena/Jan  | N     | 1ª quinzena/Jul |
| B      | 2ª quinzena/Jan  | O     | 2ª quinzena/Jul |
| C      | 1ª quinzena/Fev  | P     | 1ª quinzena/Ago |
| D      | 2ª quinzena/Fev  | Q     | 2ª quinzena/Ago |
| E      | 1ª quinzena/Mar  | R     | 1ª quinzena/Set |
| F      | 2ª quinzena/Mar  | S     | 2ª quinzena/Set |
| G      | 1ª quinzena/Abr  | T     | 1ª quinzena/Out |
| H      | 2ª quinzena/Abr  | U     | 2ª quinzena/Out |
| J      | 1ª quinzena/Maio | V     | 1ª quinzena/Nov |
| K      | 2ª quinzena/Maio | W     | 2ª quinzena/Nov |
| L      | 1ª quinzena/Jun  | X     | 1ª quinzena/Dez |
| M      | 2ª quinzena/Jun  | Y     | 2ª quinzena/Dez |

*: As letras I e Z não são usadas.
Por exemplo, o Q4 no nome do Cometa Borisov (2I/2019 Q4), indica que o cometa foi o quarto a ser descoberto na segunda quinzena de agosto de 2019, e 2006 D4 designa o quarto cometa descoberto na segunda quinzena de fevereiro de 2006.

#### 5) Nome ou "apelido"
Separadamente da designação numerada sistemática, os cometas recebem rotineiramente um nome padrão pela IAU, que é quase sempre o nome ou nomes de seus descobridores. Quando um cometa recebeu apenas uma designação provisória, o "nome" do cometa normalmente é incluído apenas entre parênteses após essa designação, se for o caso. No entanto, quando um cometa periódico recebe um número e uma designação permanente, o cometa geralmente é anotado usando seu nome após seu número e prefixo. Por exemplo, o cometa periódico não numerado P/2011 NO1 (Elenin) e o cometa não periódico C/2007 E2 (Lovejoy) são anotados com sua designação sistemática provisória seguida de seu nome entre parênteses; no entanto, o cometa periódico numerado 67P/Churyumov–Gerasimenko recebe uma designação permanente de seu prefixo numerado ("67P/") seguido de seu nome ("Churyumov–Gerasimenko").
Os objetos interestelares também são numerados por ordem de descoberta e podem receber nomes, bem como uma designação sistemática. O primeiro exemplo foi 1I/ʻOumuamua, que tem a designação formal 1I/2017 U1 (ʻOumuamua).

## Relação com designações de asteroides
Às vezes não está claro se um objeto recém-descoberto é um cometa ou um asteróide (que receberia uma designação de planeta menor). Qualquer objeto que foi inicialmente classificado erroneamente como um asteroide, mas rapidamente corrigido para um cometa, incorpora a designação de planeta menor à designação de cometa. Isso pode levar a alguns nomes estranhos, como para 227P/Catalina–LINEAR [it], cujo nome alternativo é 227P/2004 EW38 (Catalina-LINEAR), derivado da designação provisória original do planeta menor 2004 EW38.
Em outros casos, um asteroide conhecido pode começar a exibir características cometárias (como desenvolver um coma) e, assim, ser classificado tanto como asteroide quanto como cometa. Estes recebem designações em ambos os sistemas. Existem apenas oito desses corpos que são listados como cometas e asteroides: 2060 Chiron (95P/Chiron), 4015 Wilson–Harrington (107P/Wilson–Harrington), 7968 Elst–Pizarro (133P/Elst–Pizarro), 60558 Echeclus (174P/Echeclus), 118401 LINEAR (176P/LINEAR), (300163) 2006 VW139 (288P/2006 VW139), (323137) 2003 BM80 (282P/2003 BM80) e (457175) 2008 GO98 (362P /2008 GO98 ).